# Sattel (Szwajcaria)
Sattel – miejscowość i gmina w Szwajcarii, w kantonie Schwyz, w okręgu Schwyz. 

## Demografia
W Sattel mieszkają 1 962 osoby. W 2021 roku 14,4% populacji gminy stanowiły osoby urodzone poza Szwajcarią. 

## Transport
Przez teren gminy przebiegają drogi główne nr 8, nr 371 i nr 381.